# 蘇塔滕薩
蘇塔滕薩是哥倫比亞的城鎮，位於該國東北部，由博亞卡省負責管轄，距離首府通哈118公里，始建於1783年10月22日，面積41平方公里，海拔高度1,960米，2005年人口4,444。
5°01′N 73°27′W / 5.017°N 73.450°W